# Market Bosworth
Market Bosworth è un paese della contea del Leicestershire, in Inghilterra.